# 谢朗塞
谢朗塞（法語：Chérancé，法語發音：[ʃeʁɑ̃se]）是法国萨尔特省的一个市镇，属于马梅尔斯区。

## 地理
谢朗塞（48°17'13"N, 0°10'26"E）面积10.38 平方千米，位于法国卢瓦尔河地区大区萨尔特省，该省份为法国西北部内陆省份，北起顺时针与奥恩省、厄尔-卢瓦省、卢瓦-谢尔省、安德尔-卢瓦尔省、曼恩-卢瓦尔省和马耶讷省接壤，是法国大西部的入口，连接卢瓦尔河谷、布列塔尼和巴黎盆地。
与谢朗塞接壤的市镇（或旧市镇、城区）包括：格朗尚、图瓦雷苏孔唐索尔、维万、杜塞勒、皮亚塞、鲁埃塞方丹、萨尔特河畔弗雷奈。

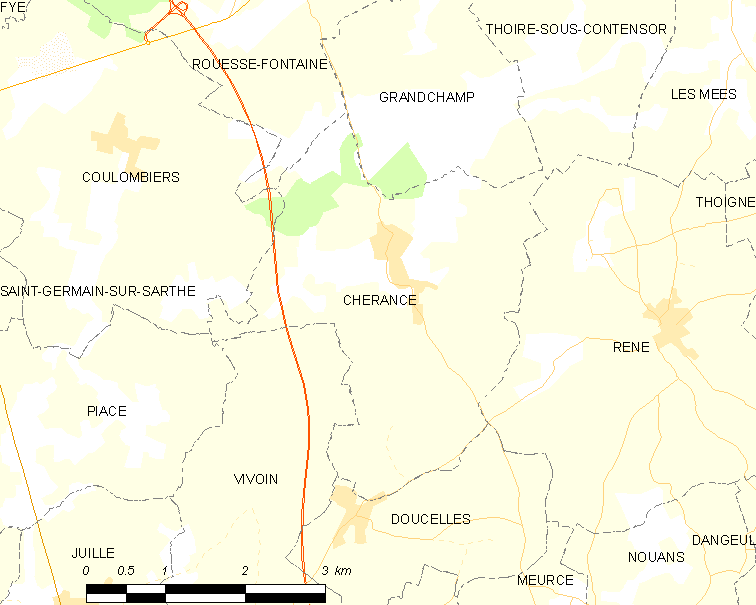
谢朗塞的OSM定位图

谢朗塞的时区为UTC+01:00、UTC+02:00（夏令时）。

## 行政
谢朗塞的邮政编码为72170，INSEE市镇编码为72078。

## 政治
谢朗塞所属的省级选区为锡耶勒纪尧姆县。

## 人口

1962-2008年间谢朗塞人口变化图示

谢朗塞于2022年1月1日时的人口数量为353人。